# زاون آیوازیان
زاون آیوازیان (زاده ۱۹۳۹) مجسمه‌ساز ارمنی‌تبار اهل ایران می‌باشد.

## زندگی‌نامه
در سال ۱۹۳۹ (۱۳۱۸) در روستای حاجی‌آباد چهارمحال و بختیاری به دنیا آمد. پس از اتمام تحصیلات ابتدایی به نقاشی و مجسمه‌سازی روی آورد و برای تکمیل تحصیلات وارد آکادمی هنرهای زیبای روم شد که از سال ۱۹۷۵ (۱۳۵۴) به تدریس در همان محل پرداخت.
آیوازیان هم‌اکنون در ایتالیا اقامت دارد و مدرس آکادمی هنرهای زیبای رم می‌باشد.

## آثار

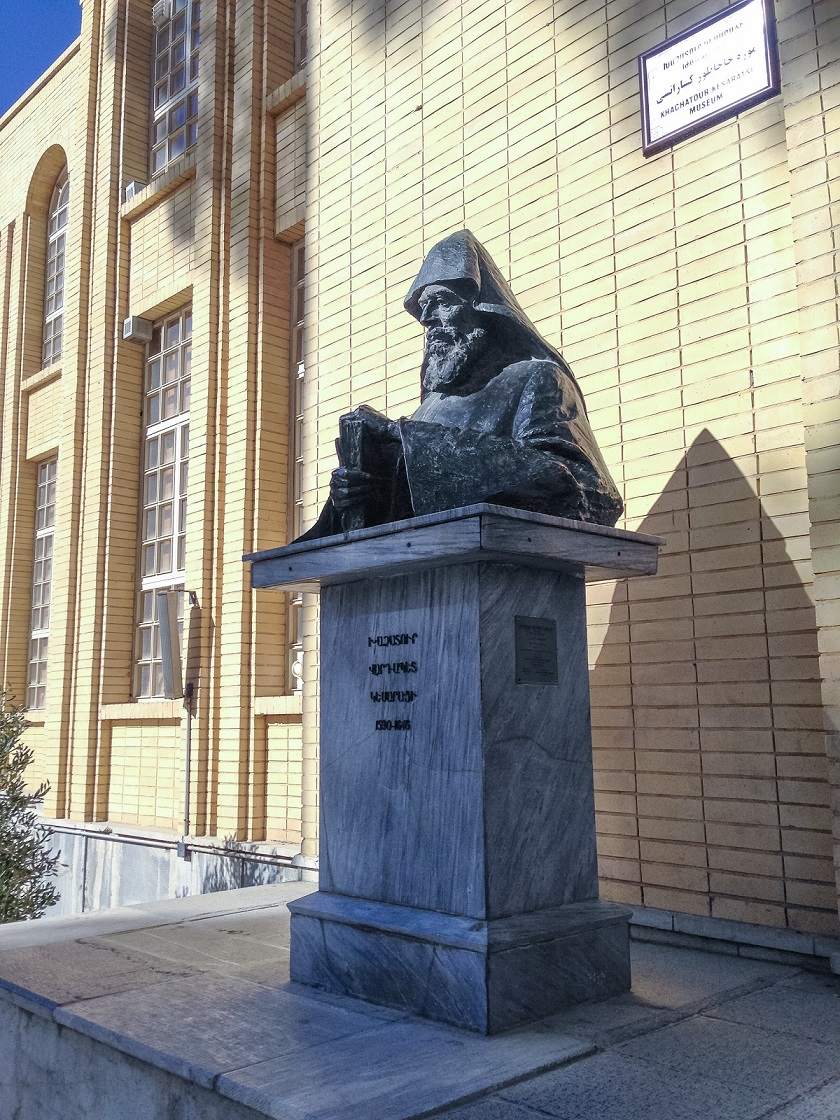
تندیس خاچاطور کساراتسی در جلوی موزه وقف شده به وی، در نو جلفا

زاون آیوازیان در تهران تعدادی مجسمه ساخته‌است که از آن جمله می‌توان به مجسمه هوهانس طوماسیان که هم‌اکنون در دبیرستان هوانس طوماسیان قرار دارد، اشاره کرد. وی قبل از رفتن به ایتالیا سه مجسمه ساخت که از شاهکارهای وی محسوب می‌شوند که اکنون در موزهٔ وانک اصفهان نگهداری می‌شود، این سه مجسمه مربوط می‌شدند به؛ مجسمه مسروب ماشتوتس ابداع گر الفبای ارمنی، خاچاطور کساراتسی مؤسس اولین چاپخانه در ایران و خاورمیانه و همچنین مجسمه بارویر سواگ شاعر پرآوازهٔ ارمنی

## جوایز و افتخارات
خدمات ارزنده وی در مرمت آثار تاریخی شهر رم و دیگر شهرهای ایتالیا سبب شد که وی در سال ۱۹۷۳ موفق به دریافت جایزه نخست و دیپلم افتخاری شهرداری رم و در سال ۱۹۸۱ موفق به دریافت دیپلم افتخار موسسسه تجارت بین‌المللی رم شود.